# ビルイェル・ヤール
ビルイェル・ヤール（スウェーデン語：Birger jarl, 1200年頃 - 1266年10月21日）、またはビルイェル・マグヌソン（Birger Magnusson）は、中世スウェーデンのフォルクング家出身の大貴族、ヤール。スウェーデンの統一に大きな役割を果たした政治家である。第二次スウェーデン十字軍を率いてフィンランド支配を確立し、現在のスウェーデンの首都ストックホルムの基礎を建設した。彼自身はスウェーデン王位にはつかなかったが、大陸やイングランドに倣ってスウェーデン公（Dux Sweorum）を名乗った。

## 生涯

### 生い立ち
ビルイェル・ヤールは少年期までエステルイェートランドのヤルボで育ったことが知られているが、正確な生誕日は分かっておらず、様々な歴史書もこの点について矛盾を抱えている。1266年に50歳で死去したとする記録からすれば1216年生まれという事になるが、彼の父マグヌス・Minniskiöldは遅くとも1210年までには亡くなっているので、ビルイェルの誕生はその少し前となるはずである。マグヌスはスウェーデンの大貴族フォルクング家の出身で、ヤールビルイェル・ブローサの弟にあたる。母はスーネ・スィーキの娘、すなわちスヴェルケル1世の孫にあたるイングリッド・ユルヴァで、ビルイェルは父方からフォルクング家、母方からスヴェルケル家という2つの血統を受け継いでいる。兄のエスキル、カール、ベントは皆ビルイェルよりかなり前に生まれているため、腹違いの兄弟である可能性が高い。こうした様々な血縁を有していたことが、後のビルイェルの生き残りと栄達に役立つこととなる。
おそらく彼は1210年のイェスティールレンの戦いの頃に生まれ、1202年に亡くなっていた当時最大の有力者ビルイェル・ブローサの名を受け継いだ。エリクの年代記によれば、1230年代にエリク11世の姉インゲボリと結婚したことから、他の求婚者との激しい抗争が始まった。
15年にわたる闘争の間にビルイェルは自らの地位を強固にし、1248年に公式にヤールの称号をうける前からスウェーデンにおける最大の権力者となっていた。
後に彼はロシアにおいて、1240年にノヴゴロド共和国に侵攻してネヴァ川の戦いで敗れた北方十字軍の推進者とされた。これに関する記述はスウェーデンのみならずドイツやフィンランド、バルト海沿岸など他国の記録では一切確認できないが、16世紀に書かれたロシアの年代記は、スウェーデン王「ビルゲル」がノヴゴロド公アレクサンドル・ネフスキーの手により顔を負傷したと述べている。
ビルイェルの頭蓋骨には刀傷の形跡があり、これが戦闘で、場合によってはアレクサンドル・ネフスキーによってつけられたものである可能性はある。しかし14世紀にロシアで書かれたノヴゴロド第一年代記にはビルイェルの記述がない。また1240年当時、後述する通りスウェーデンは内部抗争やノルウェーとの紛争を抱えており、ビルイェルらがノヴゴロドへ大規模な遠征を、しかもノルウェーを含むスカンディナヴィア連合軍のような体制で行ったとするロシア側の記述、さらにはネヴァ川の戦い自体の存在も疑問視されている。

### 最高権力者として

ビルイェル・ヤールの紋章

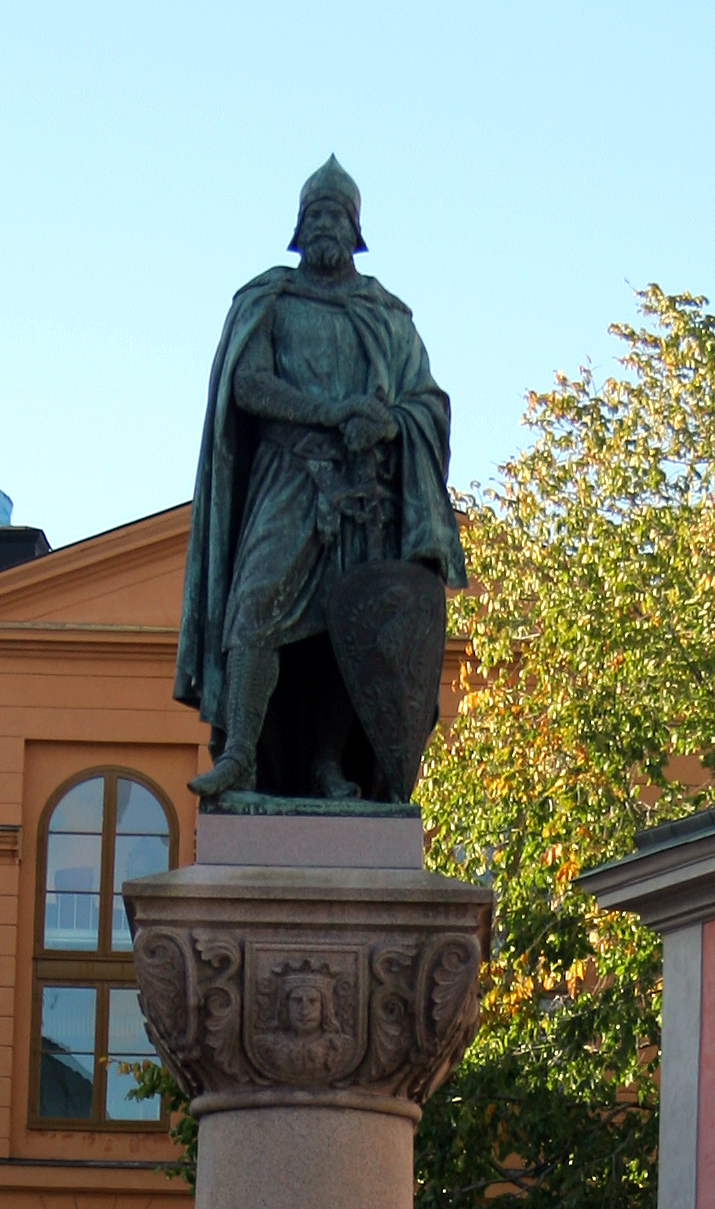
ビルイェル・ヤール像（ストックホルム）

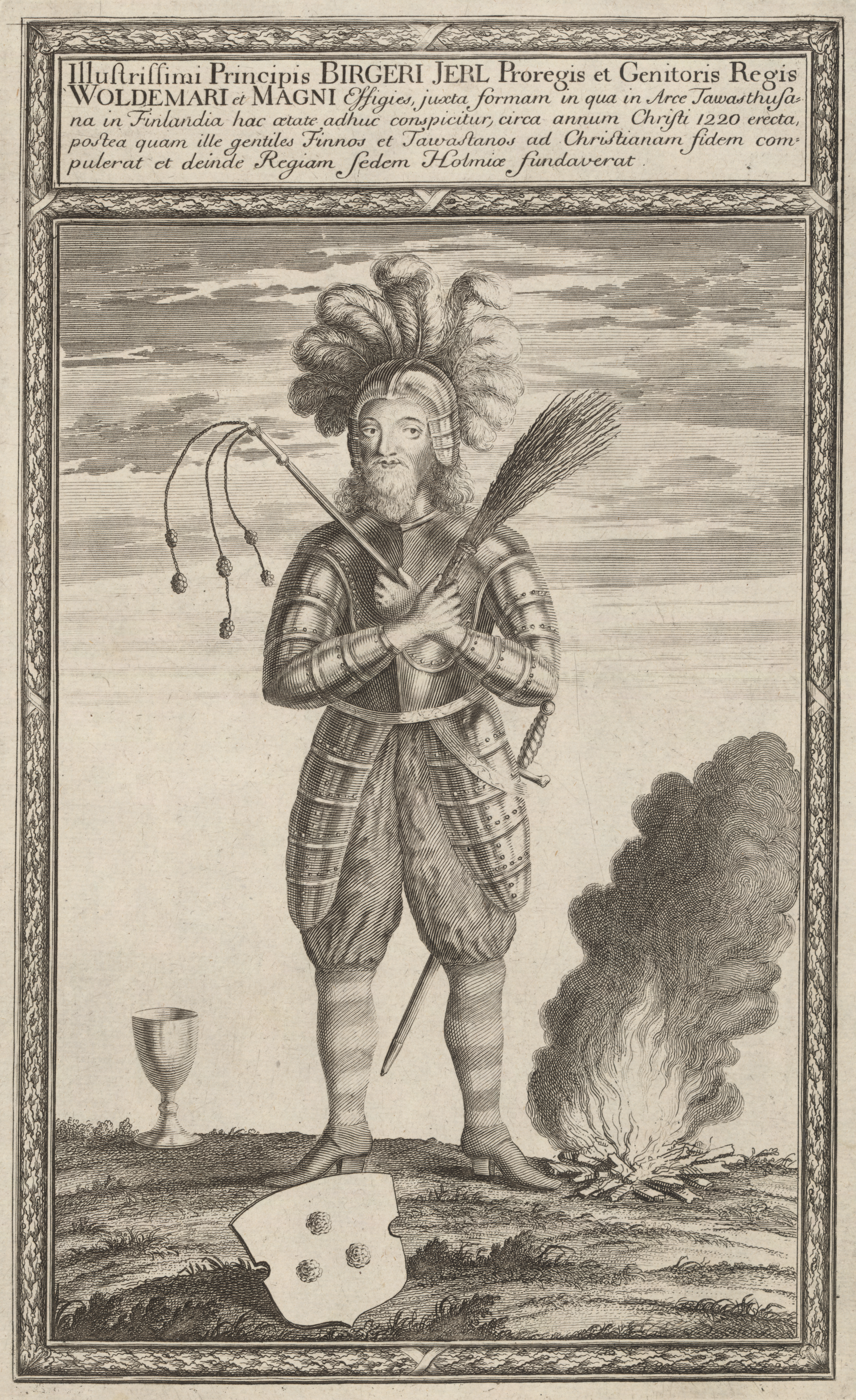
"The great Prince Birger Jar"（エリク・ドールベリ、17世紀）

1248年ごろ、教皇特使のサビーナ司教グリエルモ枢機卿（en）がスウェーデンを訪れる。この頃ビルイェルはスウェーデン各地の支配者にカトリックの普及を進めていた。これはビルイェル自身の敬虔な信仰によるものとも、キリスト教会と手を組みんでフォルクング家内のライバルに対する地位を固めるためだったとも考えられる。このことはビルイェルをヤールの地位へ押し上げるのに重要な役割を果たし、彼は「最後のヤールであり最初の真のスウェーデン王」と後の歴史家達に称えられることになる。ビルイェル死後に成立したフォルクング朝期には教会は一大政治勢力となり、大貴族の没落と、スウェーデン王国とローマ教皇の深い関係につながった。
1247年、前王クヌート2世の子ホルムイェル・クヌートソンがスウェーデン王位を要求、フォルクング家勢力と共に反乱を起こした。フォルクング家出身でありながら国王エリク11世と縁戚関係にあるビルイェルは国王軍を率いて、スパルサートラの戦いで反乱軍を撃破した。ホルムイェルはイェストリークランドに逃れたが、翌1248年にはビルイェルに捕らえられ、裁判にかけられたのち斬首された。
1249年、ビルイェルは数十年にわたったスウェーデンとノルウェーの紛争を終結させた。この対立は1225年にノルウェー人がヴェルムランドに侵入して以来の根深いものであったが、戦闘をやめ、互いの敵の支援や保護を禁止するルードゥーサの和約が結ばれ、ビルイェルの娘で11歳だったリキサとノルウェー王ホーコン4世の長子ホーコンとの結婚も取り決められた。その後、ビルイェルは第二次スウェーデン十字軍を率いてフィンランドへ遠征し、支配を確立した。

### スウェーデン摂政
1250年にエリク11世が死ぬと、彼の甥にあたるビルイェルの息子ヴァルデマールがスウェーデン王（ヴァルデマール1世）に選出され、ビルイェルは摂政として死ぬまでスウェーデンの政治を行った。
1252年にHerrevadsbroの戦いで再びフォルクング党を破った。
1254年に妻のインゲボリが死去した後、ビルイェルは1261年にホルシュタイン伯アドルフ4世の娘メヒティルド（マティルド）と再婚する。メヒティルドはデンマーク王アーベルの妃だったが、1252年にアーベルが戦死したことで未亡人となっていた。
1266年10月21日、ビルイェルはヴェステルイェートランドのJälbolungで死去した。墓はヴァーンヘム修道院にあり、2002年5月に調査のため開封された。

## ストックホルムの建設
1252年にビルイェルが書いた2通の手紙が残っているが、一方はウップランド西部メーラレン湖の東に存在する諸島に触れ、もう一方ではその地理的好条件について説明している。これが後のスウェーデンの首都ストックホルムに関する最初の記述である。考古学調査ではより以前に建設された防御施設の遺構が発見されているが、それらが13世紀半ばまでにどれほど残存していたのかについては議論がある。
ビルイェルがストックホルムに着目したのは、メーラレン湖上に孤立した島に砦を築くことでウップランドの土着大貴族に対する防衛の拠点と出来ることに加えて、バルト海と繋がっていることからドイツ商人を誘致し商業的な拠点とすることも狙ったものと考えられている。ビルイェル自身がストックホルム建設に直接関わった可能性には疑問が残るが、以前には単なるバルト海とメーラレン湖との間の通過点に過ぎなかったストックホルムが、ビルイェルの時代に初めて拠点として整備された可能性は十分にある。ドイツ沿岸との交易に適するこの地の拠点化は、それまでの王がレイダング制によって戦士を集め、いわゆるヴァイキングとして遠征するスウェーデン古来の外貨獲得法が、リューベックとの直接交易によるより進んだ貿易体制にとってかわられるきっかけにもなった。ビルイェルは、こうしたドイツとの貿易による資金力と、教皇との関係強化によって自らの地位を強固なものにした。

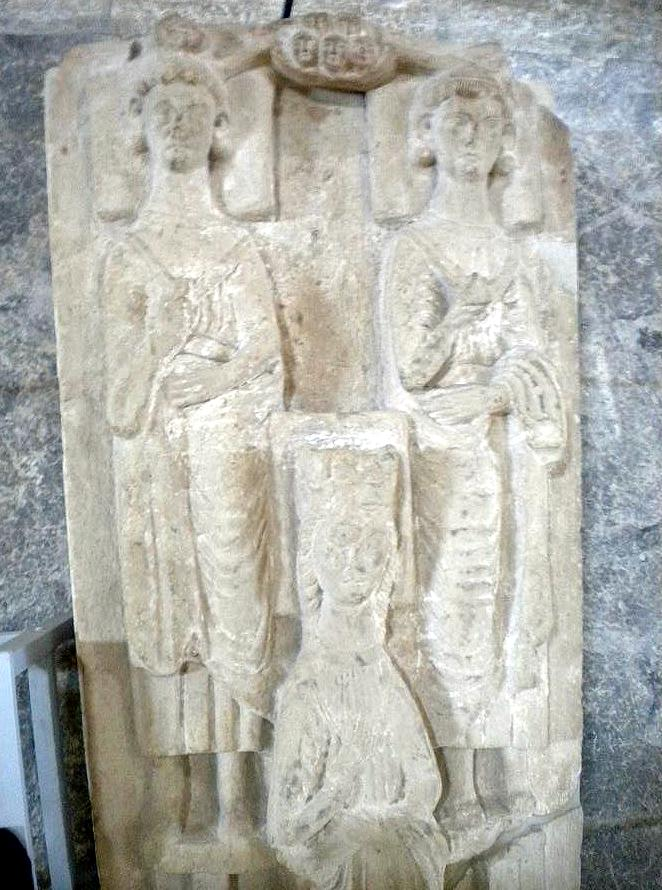
ビルイェル・ヤール、妻マティルド、息子エリク公の墓

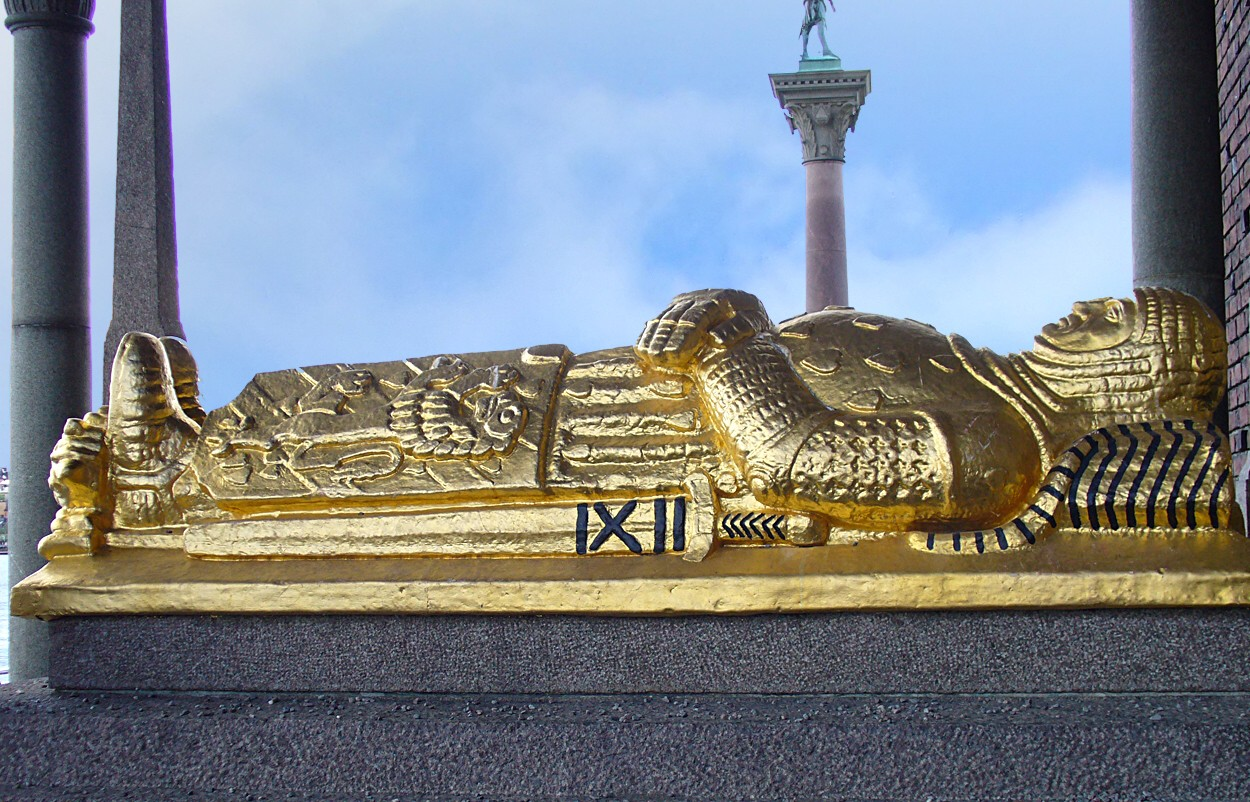
ストックホルム市庁舎のビルイェル・ヤール記念碑

## 死後
1834年、ストックホルム市政府の出資によって、市内のリッダーホルム教会が面する広場に、ベンクト・アーネスト・フォーイェルベリによるビルイェル・ヤール像が建てられ、広場の名もリッダルスホルメン広場からビルイェル・ヤール広場へと改められた。 またストックホルム市庁舎の106m2の塔の東側基礎には、ビルイェル・ヤールの黄金製記念碑がある。当初はビルイェルの遺骸をそこへ移す計画があったが果たされなかった。他にも彼の名は、ノールマールム地区のビルイェル・ヤール大通りやビルイェル・ヤールホテル、リッダーホルムのビルイェル・ヤール塔などに残されている。

## 子女
ビルイェル・ヤールの子女として、以下が知られている。
不明の母親との間の息子。
1. ゲーガス・ビルイェルソン（? - 1276年） - 騎士

インゲボリ・エリクスドッテルとの間に以下の子女をもうけた。
1. リキサ・ビルイェルスドッテル（1238年 - ?） - 1251年にノルウェー王太子ホーコン・ホーコンソン（ホーコン4世の子）と、続いてメクレンブルク＝ヴェルレ領主ハインリヒ1世と結婚
2. ヴァルデマール・ビルイェルソン（1239年 - 1302年） - 初代フォルクング朝スウェーデン王ヴァルデマール1世
3. クリスティーナ・ビルイェルスドッテル
4. マグヌス・ビルイェルソン（1240年 - 1290年） - セーデルマンランド公、のち1275年にマグヌス3世としてスウェーデン王に即位
5. カタリーナ・ビルイェルスドッテル（推定）（1245年 - 1289年） - アンハルト伯ジークフリート1世と結婚
6. エリク・ビルイェルソン（1250年 - 1275年） - スモーランド公
7. インゲボリ・ビルイェルドッテル（推定）（1254年 - 1302年） - 1270年にザクセン＝ラウエンブルク公ヨハン1世と結婚
8. ベンクト・ビルイェルソン（1254年 - 1291年） - リンシェーピング司教、フィンランド公